# Lessoparkovaïa (métro de Moscou)
Lessoparkovaïa (en russe : Лесопарковая et en anglais : Lesoparkovaya) est une station de la ligne Boutovskaïa (ligne 12 grise) du métro de Moscou, située sur le territoire du raïon Severnoïe Boutovo dans le district administratif sud-ouest de Moscou.
Elle est mise en service en 2014.
La station est ouverte tous les jours aux heures de circulation du métro. Elle est desservie par des autobus.

## Situation sur le réseau
Établie en souterrain, à 10 mètres sous le niveau du sol, la station Lessoparkovaïa est située au point 014+32 de la ligne Boutovskaïa (ligne 12 grise), entre les stations Bittsevski park (en direction de Bittsevski park), et Oulitsa Starokatchalovskaïa (en direction de Bouninskaïa alleïa).

## Histoire
La station Lessoparkovaïa est mise en service le 27 février 2014, lors de l'ouverture à l'exploitation du prolongement de la ligne de Oulitsa Starokatchalovskaïa à Bittsevski park.

La voute en construction
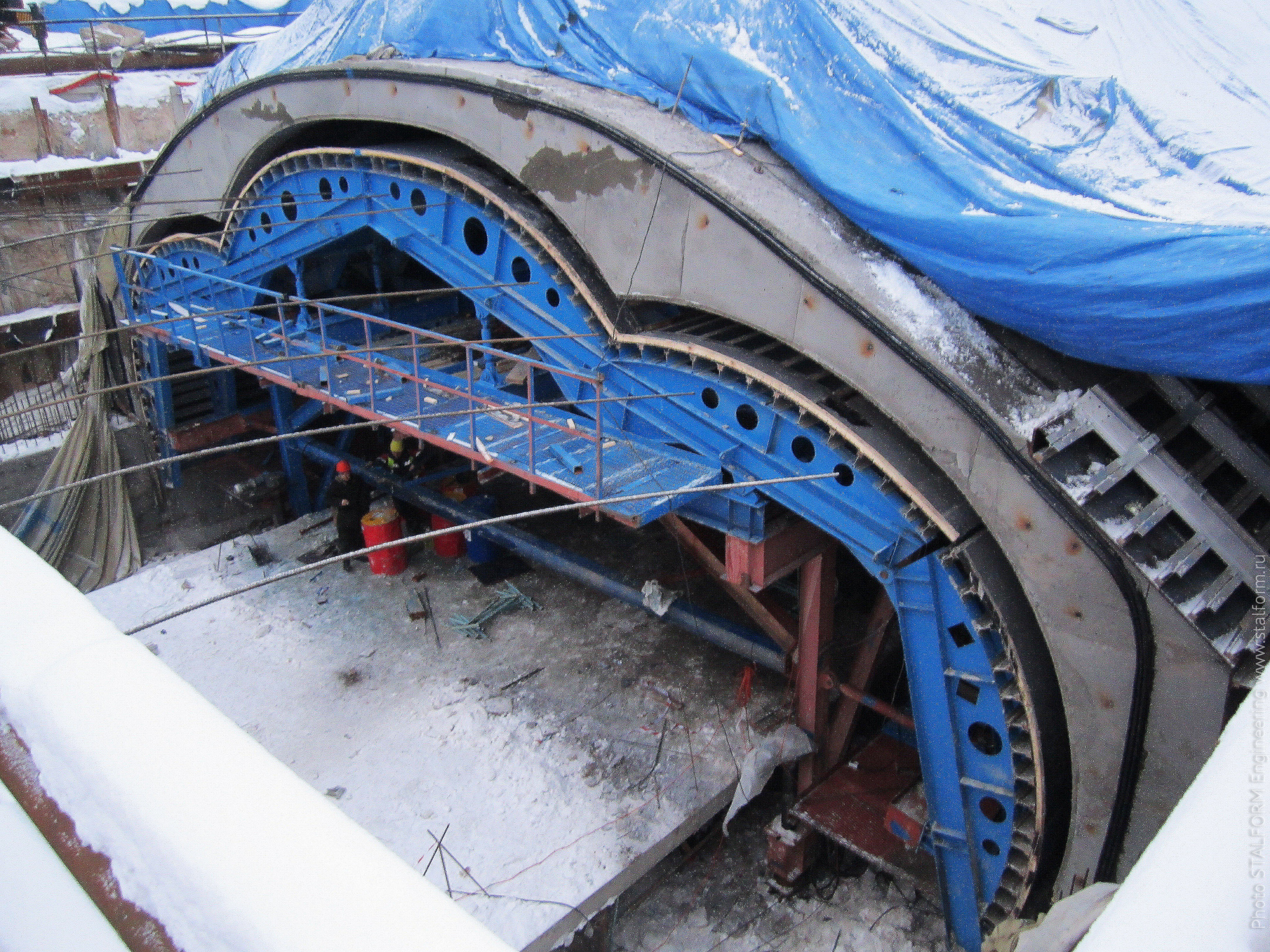
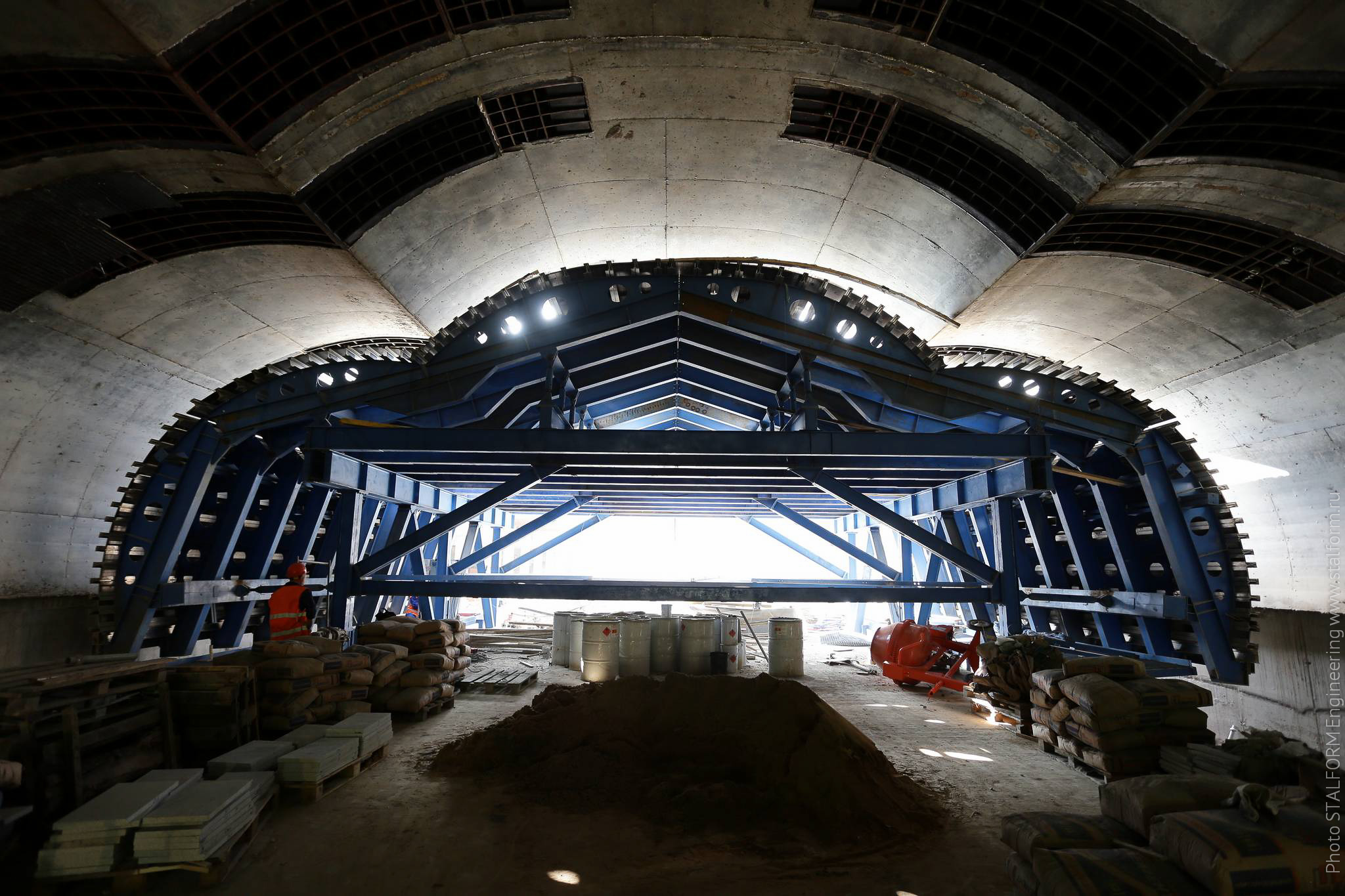
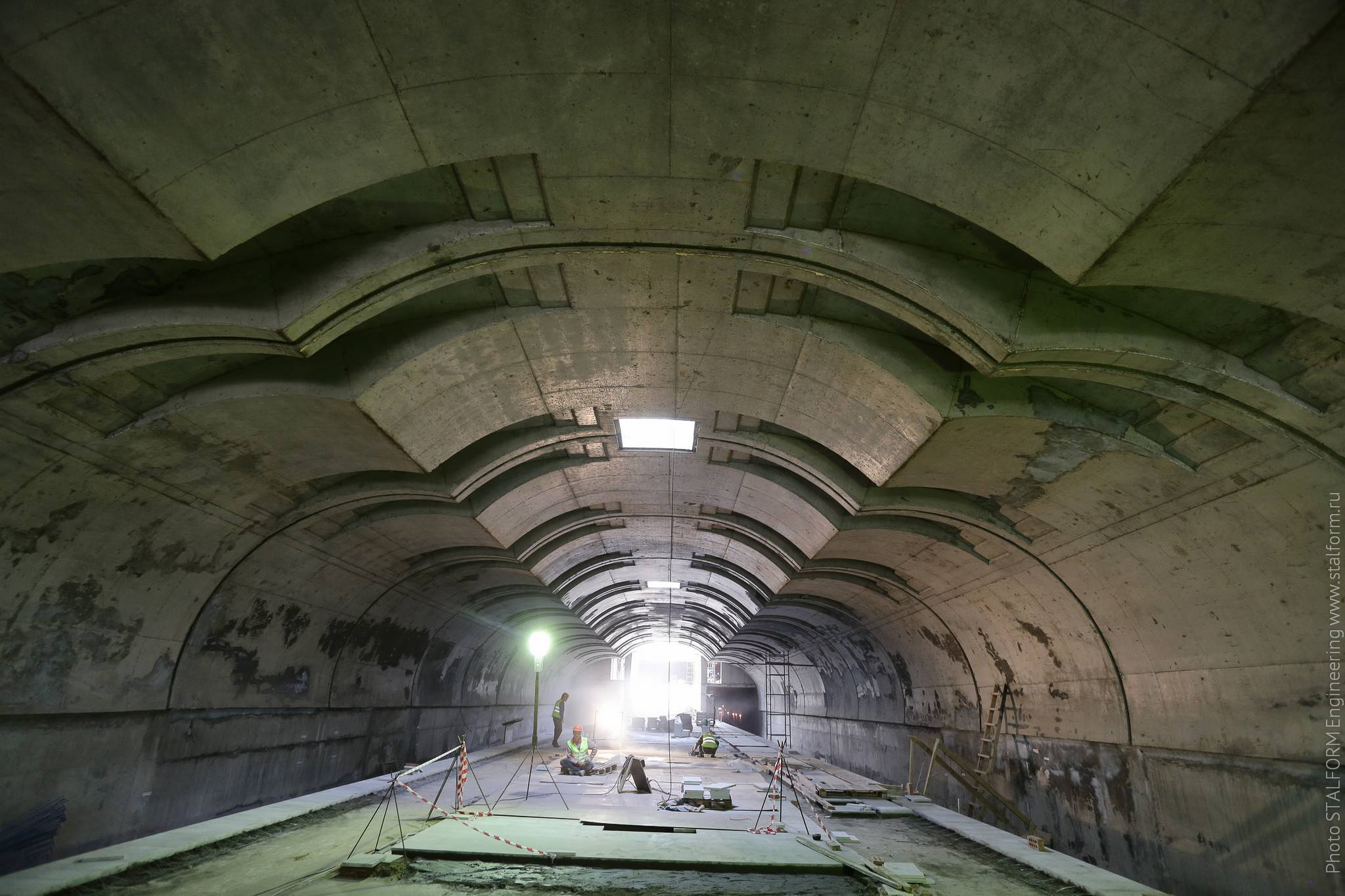

## Services aux voyageurs

### Accès et accueil

Escalier en lien avec le hall
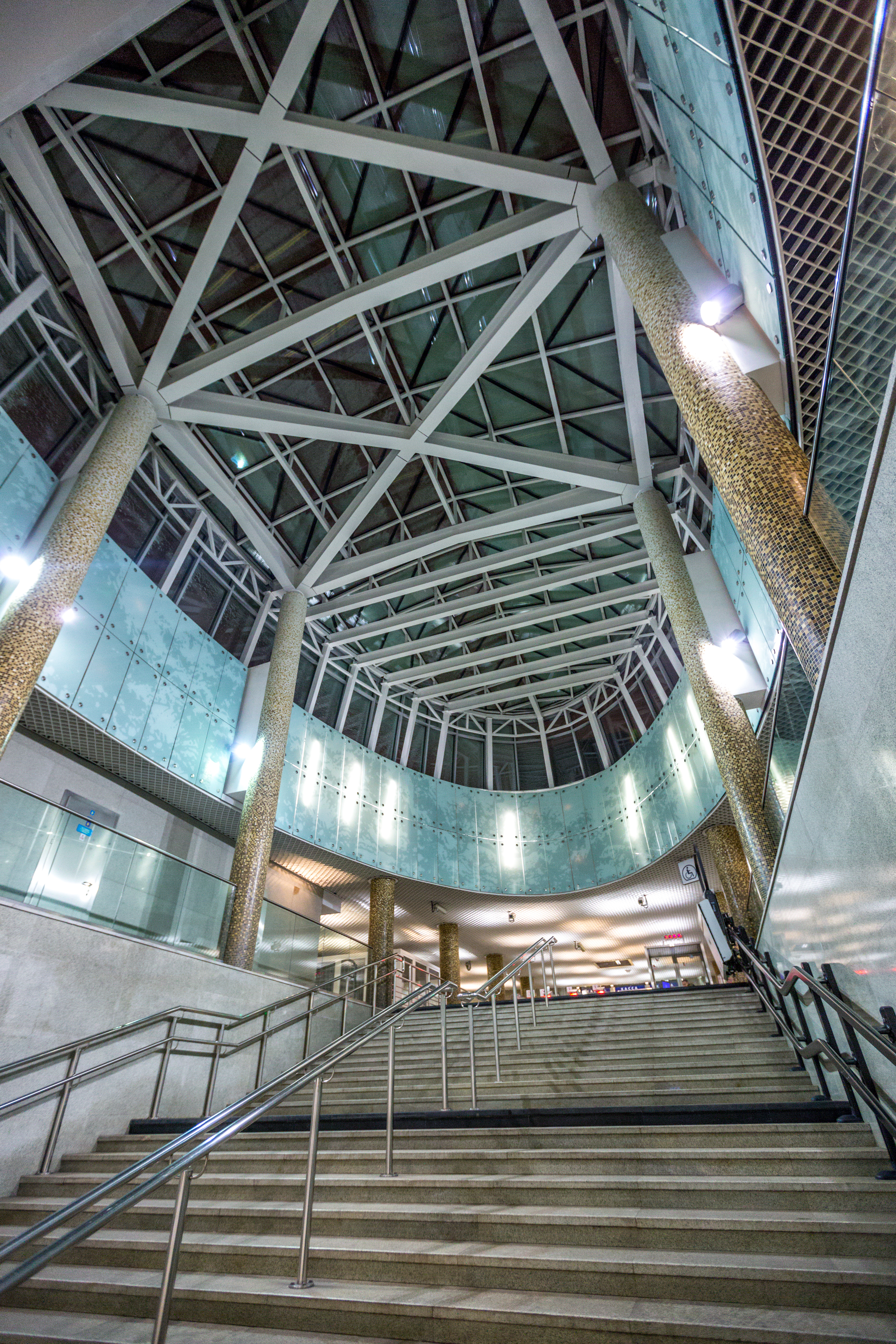
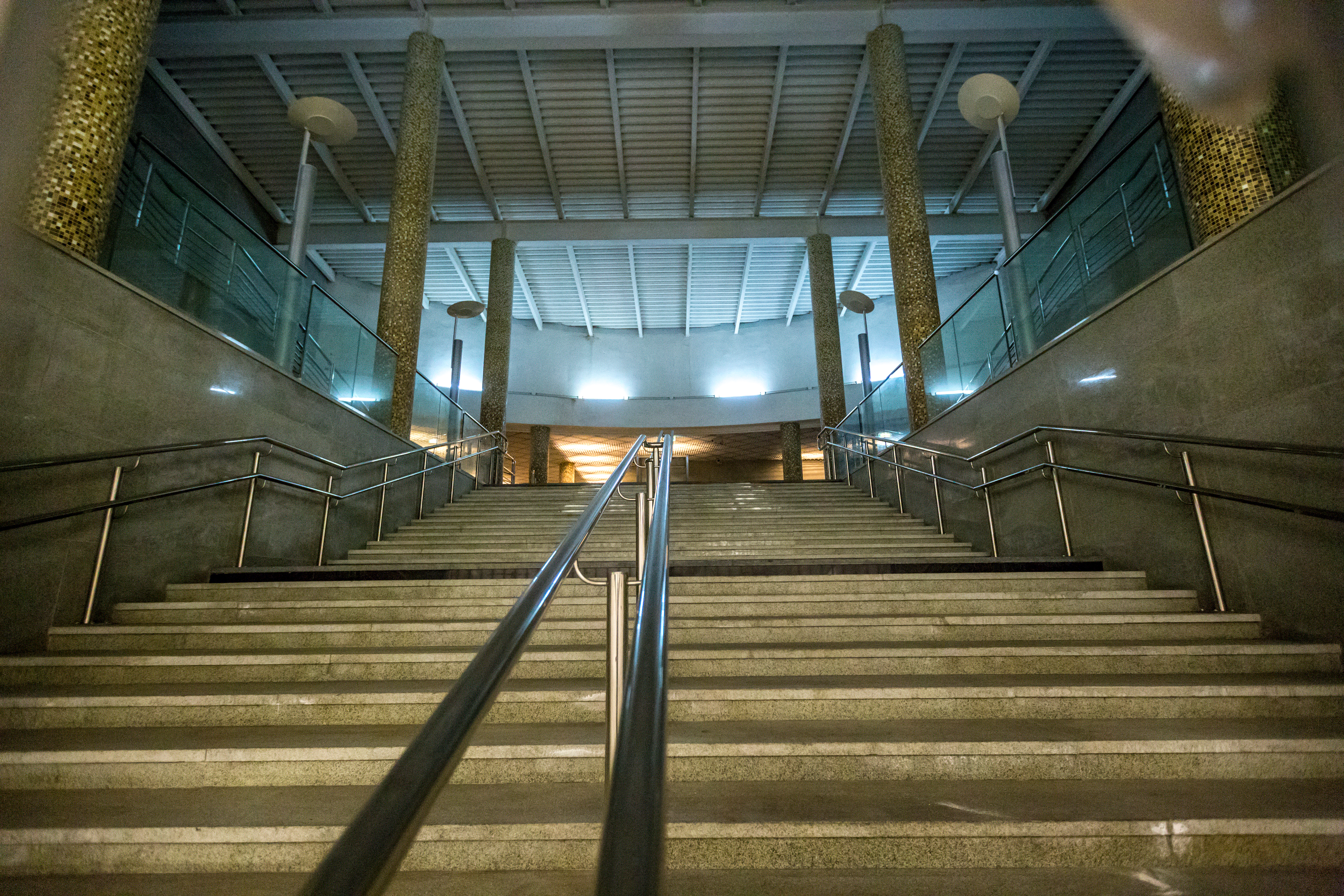
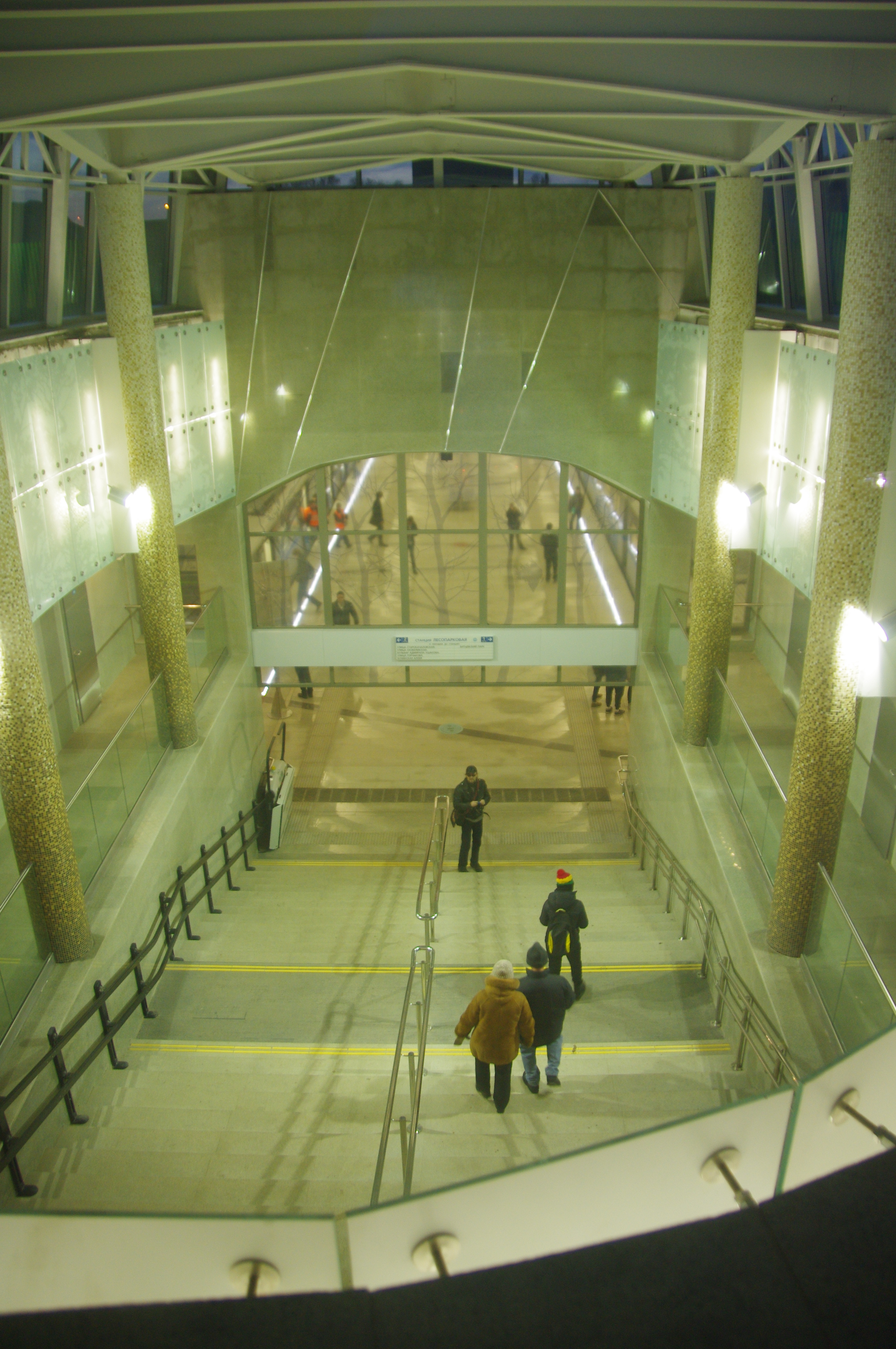

### Desserte

Quai central et installations
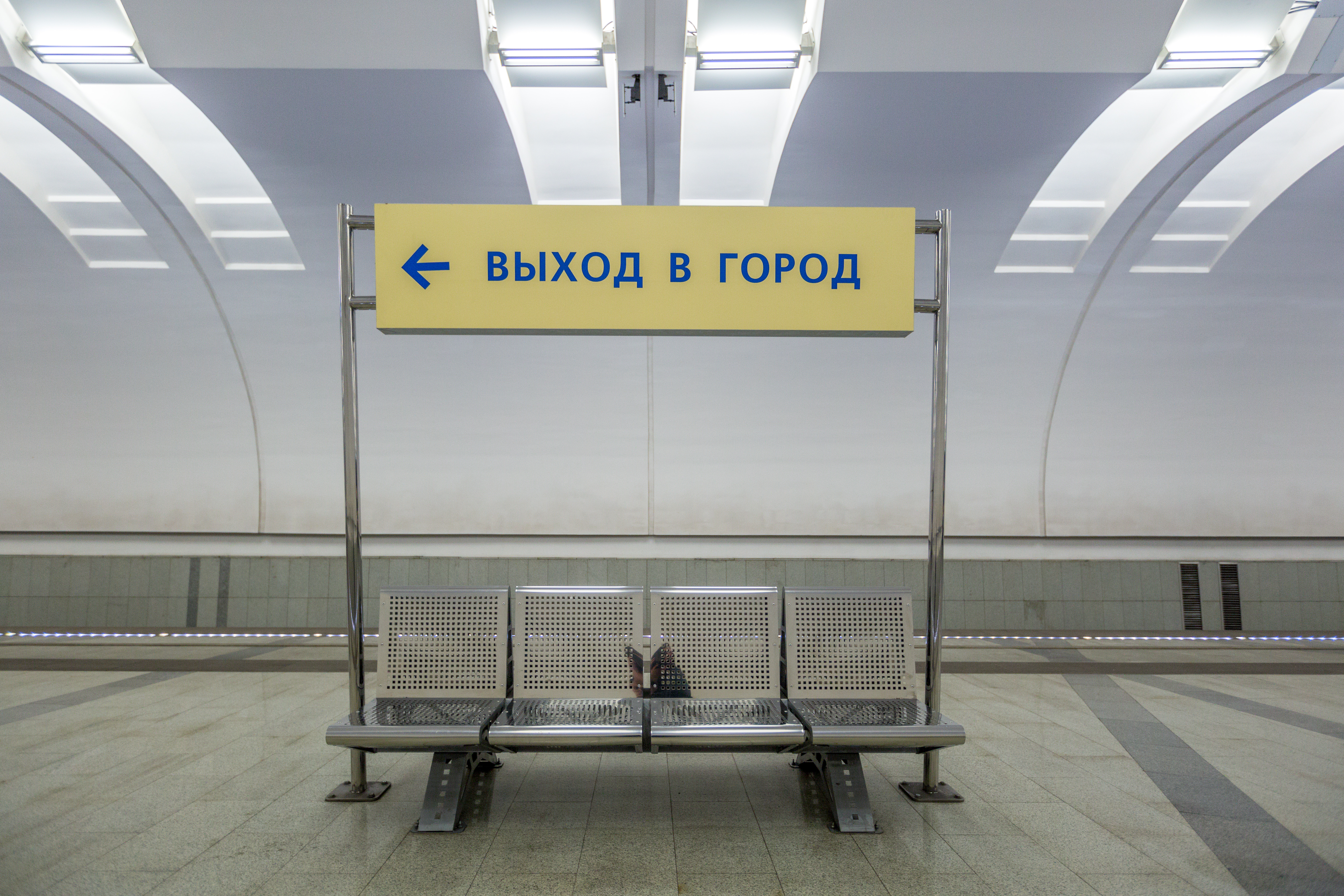
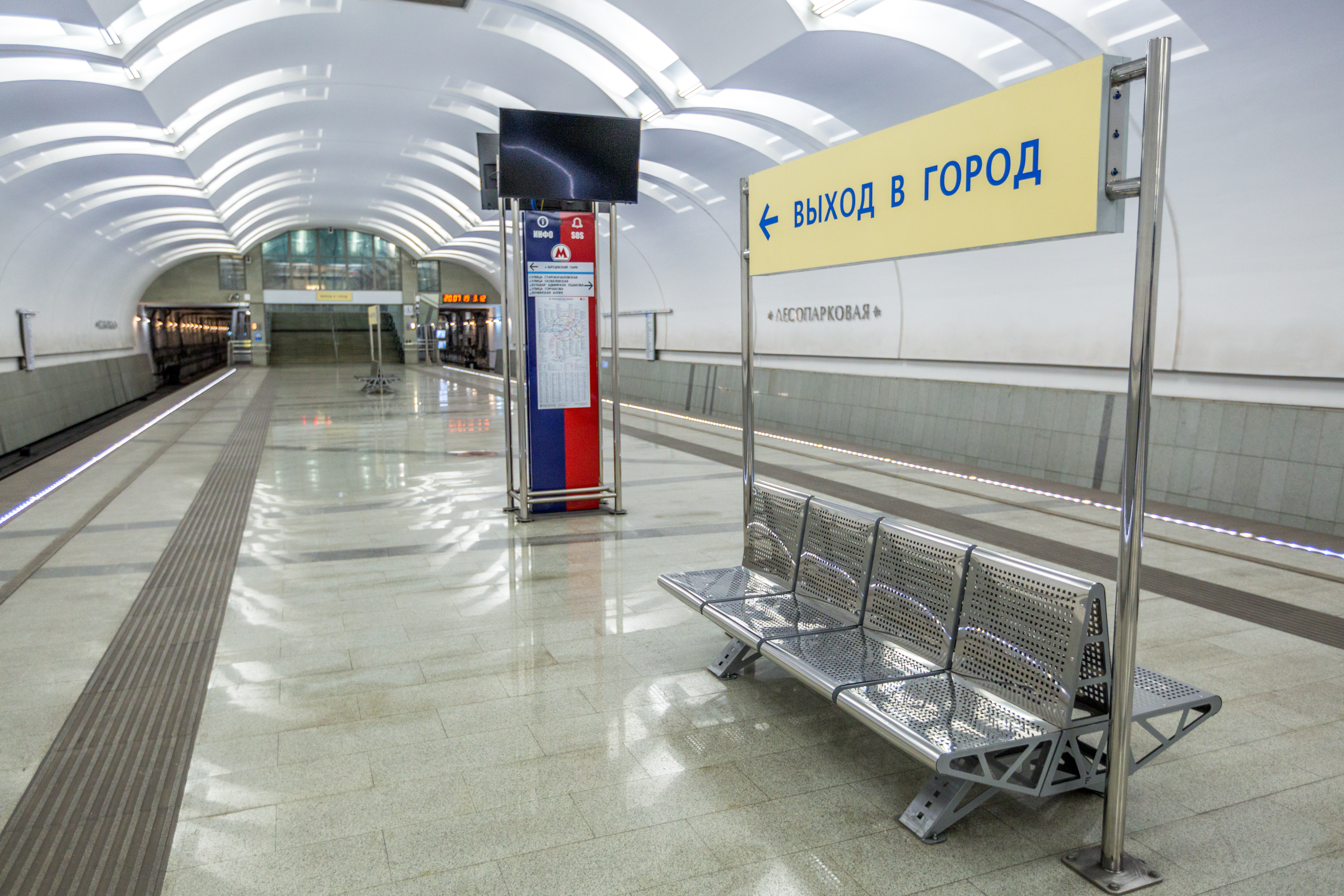
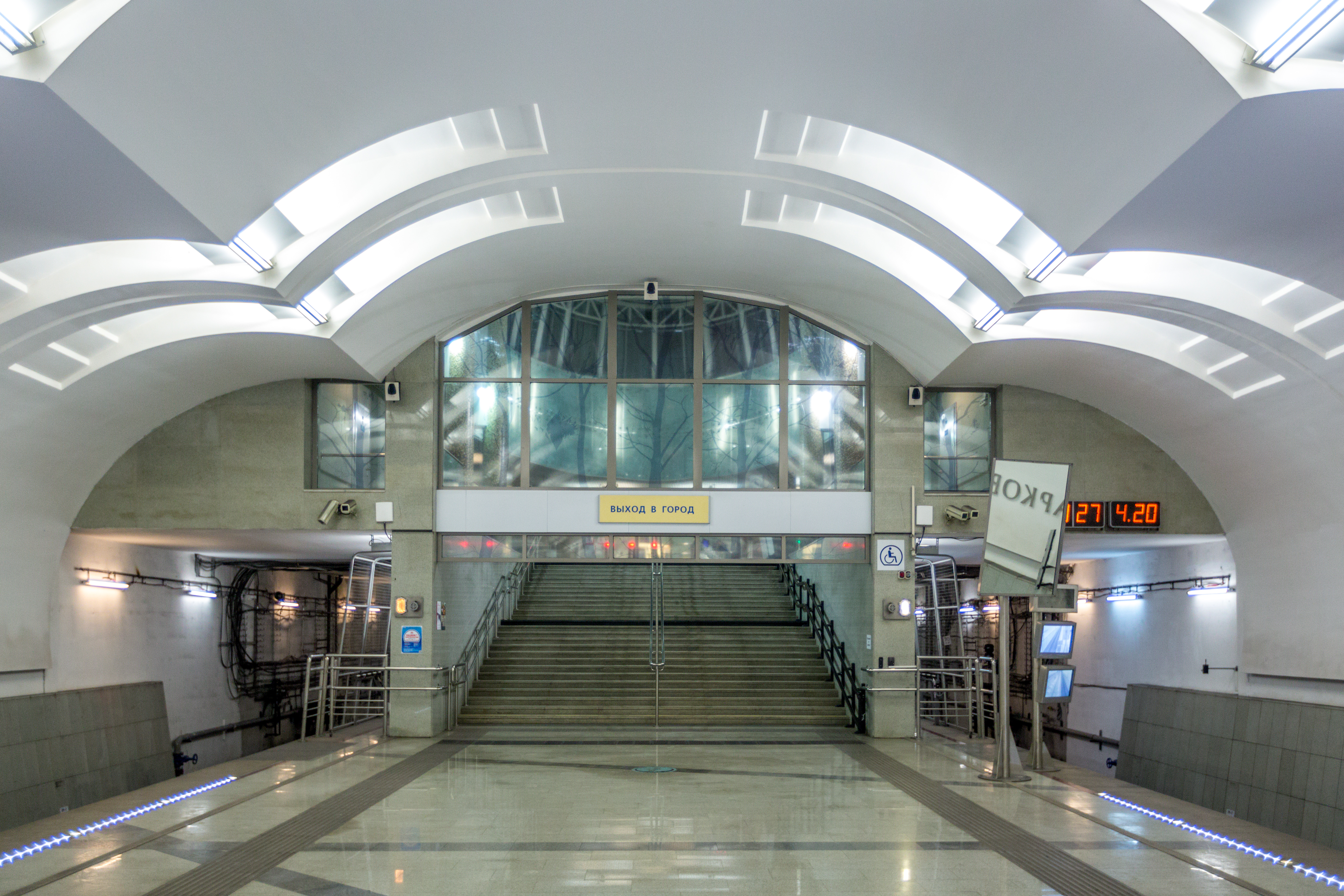

### Intermodalité
À proximité de la station des arrêts sont desservis par des bus des lignes 37, 1039 et 1042.